# Ellen Coleman
Pour les articles homonymes, voir Coleman.
Ellen Coleman (1886-1973) est une compositrice et chef d'orchestre anglaise,.

## Œuvres
- Poem
- Cloud and Quietude
- The Conquered
- The Merry-go-round
- Quatuor à cordes
- Sonate pour clavecin
- Piano Quartet[3]

De nombreuses œuvres de Coleman ont été publiées par Stainer & Bell (en). 